# Den Berg (havezate)
Den Berg is een havezate aan de Heinoseweg in Dalfsen.

## Ligging
De havezate ligt op enkele kilometers ten zuiden van het dorp Dalfsen. Even ten noorden van de havezate ligt Station Dalfsen.

## Geschiedenis
De oudste vermelding van Huva Ten Berghe dateert uit 1483. In 1700 werd het gekocht door baron Willem Jan van Dedem, die er samen met zijn vrouw Gerbregt van Delen een nieuw huis voor in de plaats liet bouwen. Dit kwam in 1705 gereed. Op de gevel en op de vazen van de toegangspoort zijn hun wapens te zien. In 1985 is het huis gerestaureerd.
Het huis ontleent zijn naam aan een rivierduin dat nabij ligt.

## Park
Het huis wordt omgeven door een park, van ongeveer 60 hectare, dat in 1742 mede werd ontworpen door Samuel van Beinum. Het park bevindt zich voornamelijk aan de voorzijde en aan de zijkant van het huis.
Dit park bestaat uit elkaar loodrecht kruisende lanen. De hoofdlaan is de Berger Allee, die 2,5 km lang is. Hiervoor werd ook de rivierduin doorgraven.
De oorspronkelijk rechte waterpartijen kregen in de 19e eeuw een meer vloeiende vorm onder invloed van de toen populaire Landschapsstijl.